# Kustodia płocka
Kustodia płocka (poprzednie nazwy: kustodia śląsko-łódzka, kustodia łódzka, kustodia płocko-łódzka) – jedna z 2 diecezji Kościoła Katolickiego Mariawitów, ze stolicą w Felicjanowie. Kustoszką diecezji jest biskupka Damiana Maria Beatrycze Szulgowicz, zwierzchniczka Kościoła.

## Parafie
- parafia Niepokalanego Poczęcia Najświętszej Maryi Panny w Dąbrówce Małej
- parafia Trójcy Przenajświętszej w Felicjanowie, proboszcz: bp Damiana Maria Beatrycze Szulgowicz
- parafia Przenajświętszego Sakramentu w Grzmiącej
- parafia Przenajświętszego Sakramentu w Łowiczu
- parafia Matki Boskiej Nieustającej Pomocy w Łodzi, proboszcz: kapł. lud. Aleksander Karasiewicz
- parafia św. Marii Franciszki w Niesułkowie
- parafia św. Michała Archanioła w Poćwiardówce
- parafia św. Franciszka z Asyżu w Woli Cyrusowej
- parafia Matki Boskiej Nieustającej Pomocy w Zgierzu
- parafia Przenajświętszego Sakramentu w Zieleniewie

## Nieistniejące parafie
- parafia Imienia Bożego w Płocku
- parafia św. Anny w Strykowie
- parafia w Nowostawach Dolnych (zlikwidowana w latach 90. XX w.)
- parafia w Radzanowie-Lasocinie[1]